# Абрамов, Константин Кирикович
Константи́н Ки́рикович Абра́мов (12 [25] декабря 1906 — 10 апреля 1952) — советский военный политработник, участник боёв на КВЖД и Великой Отечественной войны,  Герой Советского Союза (22.07.1944). Гвардии генерал-майор (1942).

## Начальная биография
Константин Абрамов родился 25 декабря 1906 года на станции Иркутск-Сортировочный в семье рабочего.
С окончанием 9 классов работал секретарём Назаровского райкома комсомола Красноярского края.

## Военная служба
В ряды Красной армии был призван в сентябре 1928 года, служил красноармейцем 108-го стрелкового полка 36-й стрелковой дивизии ОКДВА. В 1929 году участвовал в боях на КВЖД. С ноября того же года Абрамов служил командиром взвода 108-го стрелкового полка 36-й стрелковой дивизии ОКДВА, с 1932 — командиром и военным комиссаром батальона связи, с апреля 1934 года — секретарём партийного бюро отдельного танкового батальона.
В 1938 году окончил Военно-политическую академию имени В. И. Ленина. С февраля 1938 года служил военным комиссаром 18-й танковой бригады, с июля 1938 — военным комиссаром 15-го танкового корпуса. В феврале 1939 года был назначен начальником политуправления Сибирского военного округа (Новосибирск).

## Участие в Великой Отечественной войне
С началом Великой Отечественной войны на базе округа была сформирована 24-я армия, в которой Константин Абрамов также стал начальником политуправления. В конце июня армия убыла на фронт.
В составе Резервного фронта 24-я армия под командованием генерал-майора К. И. Ракутина хорошо проявила себя в Смоленском сражении и сыграла решающую роль в Ельнинской наступательной операции, проходившей в сентябре 1941 года. Константин Абрамов проявил в этих боях свои личную отвагу и талант боевого политработника и пользовался большим уважением в войсках. Благодаря работе Абрамова армия имела высокую моральную и боевую устойчивость личного состава. В октябре 1941 года вместе с армией попал в Вяземский котёл, в боях в окружении был ранен. С группой бойцов сумел прорваться из окружения.
С декабря 1941 по январь 1942 года служил членом Военного Совета 24-й армии второго формирования, формировавшейся в Московском военном округе.
С июня 1942 года служил членом Военного Совета 64-й армии, которая отличилась во время Сталинградской битвы. С августа 1942 по февраль 1943 года вместе с командиром 64-й армии М. С. Шумиловым находился на передовой в Сталинграде.
6 декабря 1942 года присвоено воинское звание «генерал-майор».
С июня по август 1943 года служил членом Военного Совета 63-й армии, которая в то время принимала участие в Орловской наступательной операции.
С августа 1943 года до конца войны служил членом Военного Совета 6-й гвардейской армии, принимавшей участие в освобождении Левобережной Украины, в Невельской, Городокской, Белорусской, Прибалтийской операциях и в блокаде Курляндской группировки противника.
В Витебско-Оршанской и Полоцкой операциях генерал-майор Абрамов, находясь в передовых частях армии, обеспечивал быстроту их наступления в глубине обороны гитлеровцев: армия проходила от 20 до 40 километров в день. К исходу второго дня наступления передовые части армии в районе Витебска вышли к реке Западная Двина,  под руководством генерал-майора Абрамова форсировали реку и закрепились на западном берегу. Эти действия позволили остальным армиям фронта замкнуть кольцо вокруг Витебской группировки гитлеровцев, уничтожив её всего за двое суток. Продолжив наступление участвовал в прорыве укреплённого рубежа обороны группы армий «Центр» южнее Полоцка, а затем, в течение пяти дней, прошёл более ста километров, при этом нанося отступающему противнику большой урон.
Указом Президиума Верховного Совета СССР от 22 июля 1944 года за умелое руководство партийно-политической работой и личное мужество в период форсирования Западной Двины в июне 1944 года и прорыва обороны противника в районе города Полоцк гвардии генерал-майору Константину Кириковичу Абрамову присвоено звание Героя Советского Союза со вручением ордена Ленина и медали «Золотая Звезда».

## Послевоенная служба
С 1946 по 1949 годы Константин Абрамов учился в Высшей военной академии имени К. Е. Ворошилова, окончив которую, был переведён на командную работу. С марта 1950 года командовал 6-м стрелковым корпусом в составе Северо-Кавказского военного округа. Жил в Сталинграде, где дислоцировалось управление корпуса. Трагически погиб (застрелился) 10 апреля 1952 года.

## В мемуарах
Пришёл он в армию с завода, прошёл путь от рядового до генерала.

Знал я, что учился он до войны в нескольких военных академиях, но всюду он год-два проучится и уйдёт. Видимо, хотелось ему знать как можно больше, а усидчивости не хватало. Потом я узнал, что он окончил ещё лётное училище и налетал более ста часов, а затем снова учился в Академии Генерального штаба.

Видел я смелых людей, но К. К. Абрамов отличался каким-то особым темпераментом, азартом. Уже будучи генералом и Героем Советского Союза, он, если можно было, не упускал случая самому участвовать в бою. Мне доложили, что под Шяуляем генерал Абрамов бегал с противотанковым ружьём за фашистским танком и подбил его. Когда же я узнал, что это был не единичный случай. отругал его. Ругаю, журю, а сам думаю: вот и из противотанкового ружья где-то научился метко стрелять …. Как-то в конце войны случилось так, что пришлось ему везти меня на самолёте в качестве лётчика . Откровенно говоря, натерпелся я тогда страху, хотя вёл самолёт и посадил его генерал Абрамов мастерски….

Много хорошего сделал Константин Кирикович Абраменко для армии, дожил до конца войны и уже в мирное время трагически погиб. Удивительная, яркая личность …..
— Герой Советского Союза  генерал – полковник   Чистяков И. М. Служим Отчизне. (Литературная запись Г. С. Комиссаровой) — М., Воениздат, 1975. — С.191

## Награды
- Медаль «Золотая Звезда» Героя Советского Союза № 4160 (22.07.1944)
- Два ордена Ленина (22.07.1944, …)
- Три ордена Красного Знамени (31.10.1930; 27.08.1943; 20.06.1949)
- Два ордена Отечественной войны I степени (9.12.1944; 29.06.1945)
- Орден Красной Звезды (3.11.1944)
- Медаль «За оборону Москвы»
- Медаль «За оборону Сталинграда»
- Медаль «За взятие Кенигсберга»
- Ряд других медалей СССР

## Воинские звания
- полковой комиссар (17.11.1938);
- бригадный комиссар (05.02.1939);
- дивизионный комиссар (19.06.1940);
- генерал-майор (06.12.1942).